# Mark Rolston
Mark Rolston (Baltimore, Maryland, 7 de dezembro de 1956) é um ator estadunidense. Seus papéis mais conhecidos foram nos filmes Aliens (1986), Lethal Weapon 2 (1989), RoboCop 2 (1990), The Shawshank Redemption (1994), Eraser (1996), Daylight (1996), Hard Rain (1998), Rush Hour (1998) e Supernatural (2009) . Rolston também estrelou no filme de 2006 de Martin Scorsese, The Departed, vencedor do Oscar de melhor filme do ano seguinte. A maioria de seus papéis no cinema foram de vilões.
Além de ator, é também dublador, tendo emprestado sua voz aos jogos de videogame Blade Runner (1997) e Turok (2008).

## Família
Rolston nasceu em Baltimore, Maryland. É filho de Evelyn Sturm Beverly e Thomas George Rolston, um programador de computadores. Ele se casou com Georgina O'Farrell, filha do ícone do Jazz latino Chico O'Farrell, em 1990. Juntos, têm três filhos: Adam, Aslan e Isabel.